# Max Bruns
Max Bruns (Almelo, 6 november 2002) is een Nederlands voetballer. Hij speelde vanaf zijn veertiende in de jeugdopleiding van FC Twente en maakte in 2021 zijn debuut voor deze club. Bruns speelt zowel als verdedigende middenvelder als centraal in de verdediging.

## Clubcarrière
Bruns kwam oorspronkelijk uit voor MVV '29 uit Harbrinkhoek. Vanaf 2016 maakte hij deel uit van de voetbalacademie FC Twente. In seizoen 2020/21 sloot hij aan bij de eerste selectie van FC Twente. Hij speelde als verdedigende middenvelder, maar kwam in het O19-elftal centraal in de verdediging te staan, een plek die zijn voorkeur heeft.
Na enkele keren reserve te zijn geweest, maakte hij op 6 februari 2021 zijn debuut in de Eredivisie. In een uitwedstrijd tegen PSV viel hij in de 86e minuut in voor Julio Pleguezuelo. Later die maand tekende hij een contract tot juli 2023 (met eenjarige optie) bij FC Twente. In februari 2022 had hij in een uitwedstrijd tegen AFC Ajax opnieuw een kortstondige invalbeurt. Twee weken later maakte hij bij afwezigheid van Robin Pröpper zijn basisdebuut in een wedstrijd tegen RKC Waalwijk.
In januari 2024 verlengde hij zijn contract met twee jaar tot medio 2026.

## Clubstatistieken
| Seizoen | Club      | Competitie | Competitie | Competitie | Beker | Beker | Internationaal | Internationaal | Overig | Overig | Totaal | Totaal |
| Seizoen | Club      | Competitie | Wed.       | Dlp.       | Wed.  | Dlp.  | Wed.           | Dlp.           | Wed.   | Dlp.   | Wed.   | Dlp.   |
| ------- | --------- | ---------- | ---------- | ---------- | ----- | ----- | -------------- | -------------- | ------ | ------ | ------ | ------ |
| 2020/21 | FC Twente | Eredivisie | 1          | 0          | 0     | 0     | —              | —              | 0      | 0      | 1      | 0      |
| 2021/22 | FC Twente | Eredivisie | 3          | 0          | 0     | 0     | —              | —              | 0      | 0      | 3      | 0      |
| 2022/23 | FC Twente | Eredivisie | 9          | 0          | 2     | 0     | 1              | 0              | 0      | 0      | 12     | 0      |
| 2023/24 | FC Twente | Eredivisie | 12         | 0          | 1     | 0     | 4              | 0              | 0      | 0      | 17     | 0      |
| 2024/25 | FC Twente | Eredivisie | 23         | 0          | 0     | 0     | 7              | 0              | 1      | 0      | 31     | 0      |
| Totaal  | Totaal    | Totaal     | 48         | 0          | 3     | 0     | 12             | 0              | 1      | 0      | 64     | 0      |

Bijgewerkt t/m 23 mei 2025.